# Boystown
Pour l’article homonyme, voir Boystown (film).
Boystown (en français : « ville des garçons ») est un quartier de la ville de Chicago, dans l'État de l'Illinois aux États-Unis. Ce quartier gay se situe dans la partie est du secteur communautaire de Lakeview. Chicago est la première ville en Amérique du Nord à reconnaître officiellement un quartier comme milieu de vie de la communauté homosexuelle.

## Géographie
Boystown est situé près du lac Michigan au sud-est du quartier de Wrigleyville, autour de l'avenue Belmont (en) et de la rue Addison (en), orientées est-ouest, de même que de la rue Halsted (en) dans l'axe nord-sud et Broadway (en). Les limites informelles du district, superposant Lakeview East, sont Irving Park Road (en) au nord, le lac Michigan ou Broadway à l'est, l'avenue Wellington (ou promenade Diversey (en)) au sud et l'avenue Sheffield (en) (ou rue Clark (en)) à l'ouest.

## Urbanisme
Le Center on Halsted (en), un centre communautaire LGBT, se trouve dans le quartier. Le métro de Chicago mène directement du centre-ville de Chicago à Boystown en quinze minutes. Les stations qui desservent le quartier sont Belmont (lignes rouge, brune et mauve) et Addison (ligne rouge). À cause de la situation enviable du quartier et de son accessibilité au centre-ville, le quartier devient très recherché et la « gentrification » qui s'ensuit chasse beaucoup de gais célibataires issus de la classe moyenne vers le quartier d'Andersonville. Ce dernier, plus au nord, devient un quartier gai et non lesbien. Les lesbiennes sont les premières à avoir redécouvert et développé ce quartier. Boystown est réputée pour son atmosphère colorée et conviviale, de même que son nightlife animé. Le cadre bâti se caractérise par la présence de plusieurs immeubles de brique grise et de grès rouge et autres bâtiments d'architecture historique ou d'intérêt.

## Histoire

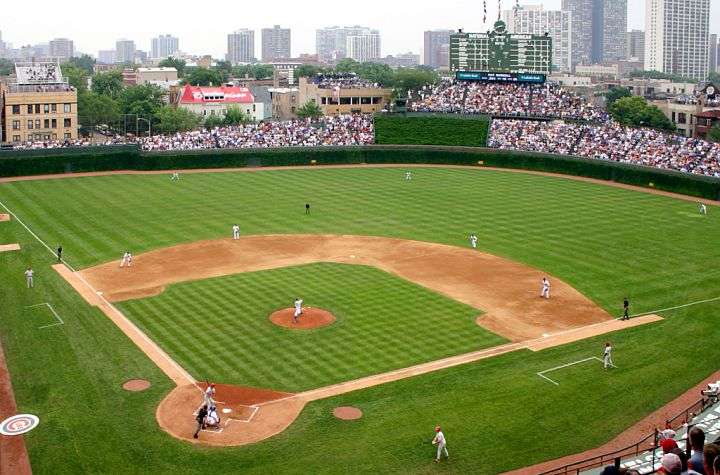
Wrigley Field.

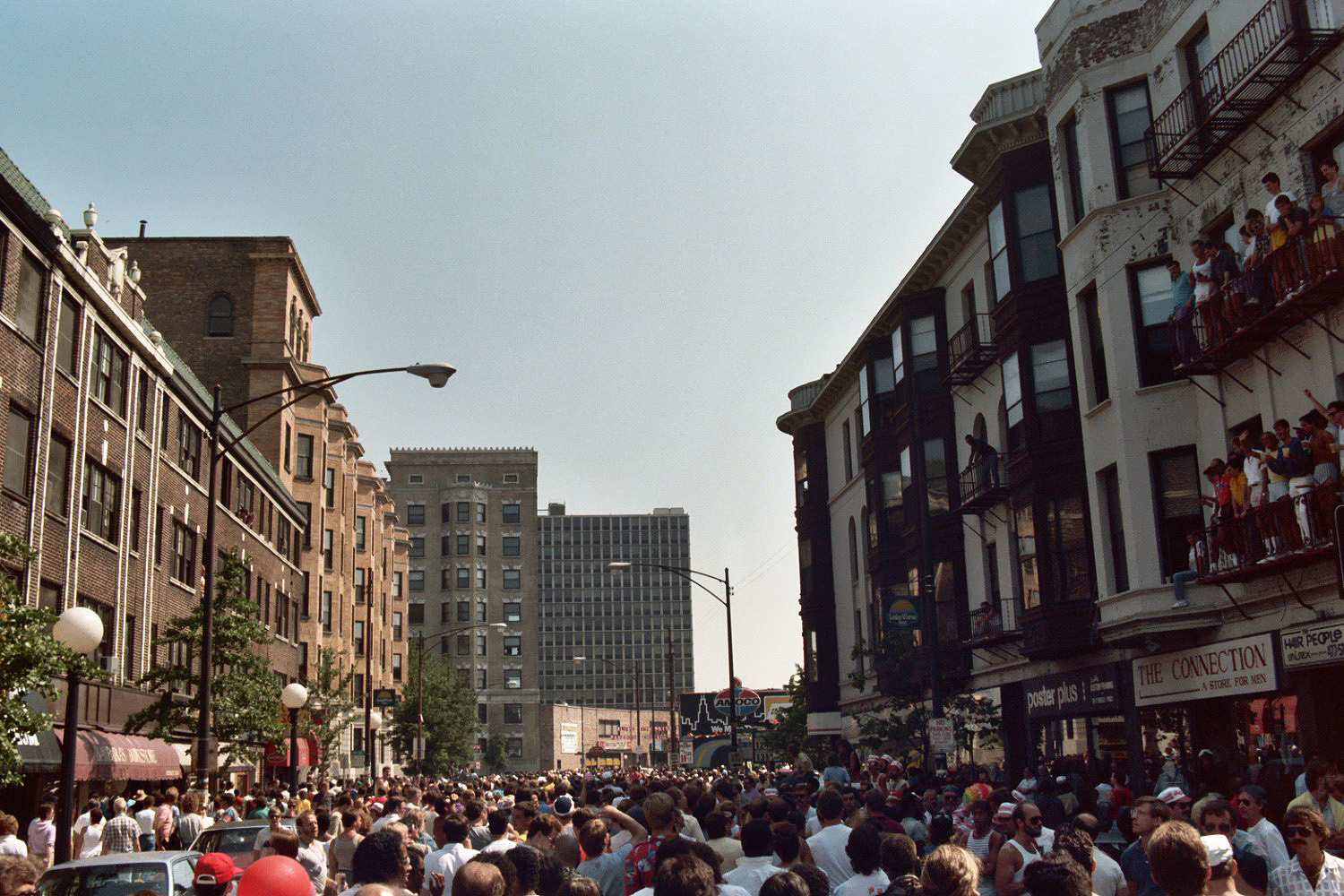
Marche des fiertés sur Broadway (1985).

Jusqu'à la fin des années 1970, le quartier est mal famé lorsque les premiers gays commencent à s'installer dans les rues Halsted et Broadway. En 1971, la Chicago Gay Alliance ouvre le premier centre communautaire gay juste au sud de la rue Division; ce centre ferme peu après. Quelques années plus tard, des étudiants en médecine de l'université de Chicago transforme leur groupe de soutien en clinique médicale afin de combattre les ITS au sein de la communauté LGBT. Cet organisme devient la clinique Howard Brown Health qui offre des services de santé complets à la population de Boystown et au-delà.
Les premiers établissements homosexuels s'implantent au milieu des années 1970 sur la rue Halsted au nord de la rue Belmont, notamment le bar lesbien Augie’s, le bar gay Little Jim’s, le Women’s Center, et le centre communautaire Gay Horizons. En 1982, le bar Sidetrack ouvre ses portes dans le quartier; c'est le troisième à cette époque où la durée de vie d'un établissement LGBT est de deux ou trois années. La communauté et les établissements LGBT ne sont pas bienvenus à Chicago, sous la pression de la municipalité et de la police. Dans ce contexte, il est important pour les LGBT d'avoir un lieu où ils se sentent chez eux. La rue Halsted Nord attire ainsi les commerces et résidents gais et en quelques années le quartier arbore une identité gaie.. Les bars Roscoe et Side Tracks s'implantent dans les années 1980 et contribuent à la popularité du quartier auprès des personnes LGBT — donnant au quartier le surnom de « Boystown » —. Richard M. Daley, maire de Chicago de 1989 à 2011, renforce le caractère homosexuel de Boystown en faisant élever des pylônes en métal aux couleurs de l'arc-en-ciel, symbole de cette communauté, sur la rue Halsted entre les rues Belmont et Addison. Le quartier est devenu le bastion de la communauté homosexuelle de la région de Chicago,.

## Politique

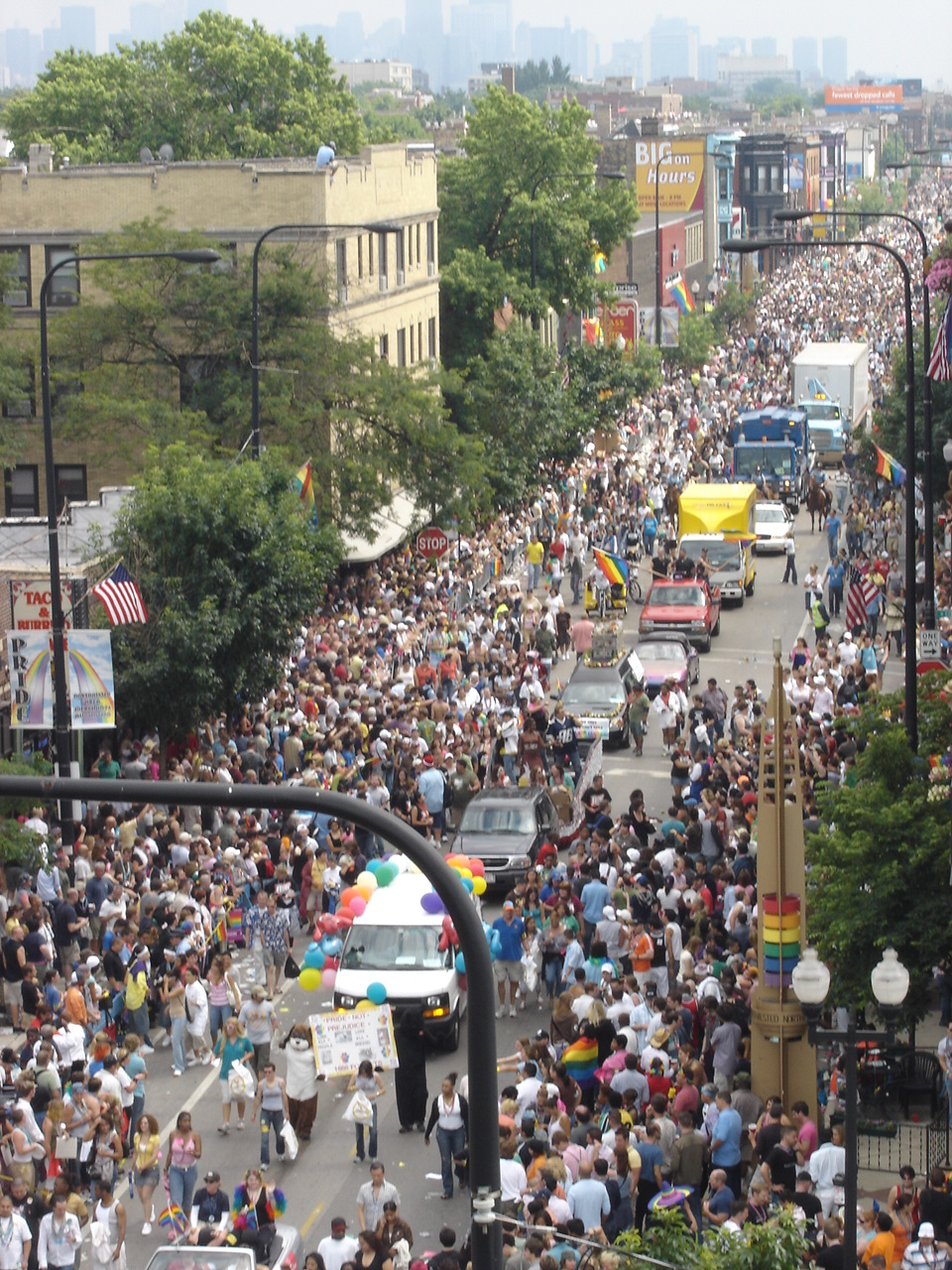
Chicago Pride Parade 2006, sur la rue Halsted.

Boystown est le premier quartier dédié à la communauté homosexuelle officiellement reconnu par une municipalité aux États-Unis.

## Économie
Dans le quartier se trouvent plusieurs établissements dont des restaurants, boutiques de vêtements branchées, bars à vin, succursales de grandes chaînes commerciales et magasins indépendants. Il comporte une trentaine d'établissements LGBT.

## Culture
Boystown est un pôle culturel lesbien, gay, bisexual et transgenre (LGBT) parmi les plus importants aux États-Unis. Il dessert la communauté LGBT à Chicago (en) et dans l'aire métropolitaine,. Les principales institutions culturelles du quartier comprennent la Strawdog Theatre Company, Oracle Productions et  Blue Man Group au Briar Street Theatre et le Laugh Theatre,.

## Société
La Chicago Pride Parade (en) et les Market Days attirent plus de 1 000 000 visiteurs chaque été. Le défilé suit un trajet allant de l'intersection de la rue Montrose et de Broadway, vers le sud sur Broadway puis sur la rue Halsted jusqu'à l'avenue Belmont, dévie vers l'est sur l'avenue Belmont pour rejoindre Broadway encore, puis se dirige vers le sud jusqu'à la promenade Diversey (en) puis tourne vers l'est sur le chemin Sheridan (en).